# قوتیرکول
قوتیرکول (قزاقی: Қотыркөл) یک دریاچه در استان آق‌مولای کشور قزاقستان است.